# Dillenia cyclopensis
Dillenia cyclopensis är en tvåhjärtbladig växtart som beskrevs av Hoogl. Dillenia cyclopensis ingår i släktet Dillenia och familjen Dilleniaceae. Inga underarter finns listade i Catalogue of Life.